# Kreuzkirche (Bochum-Hamme)

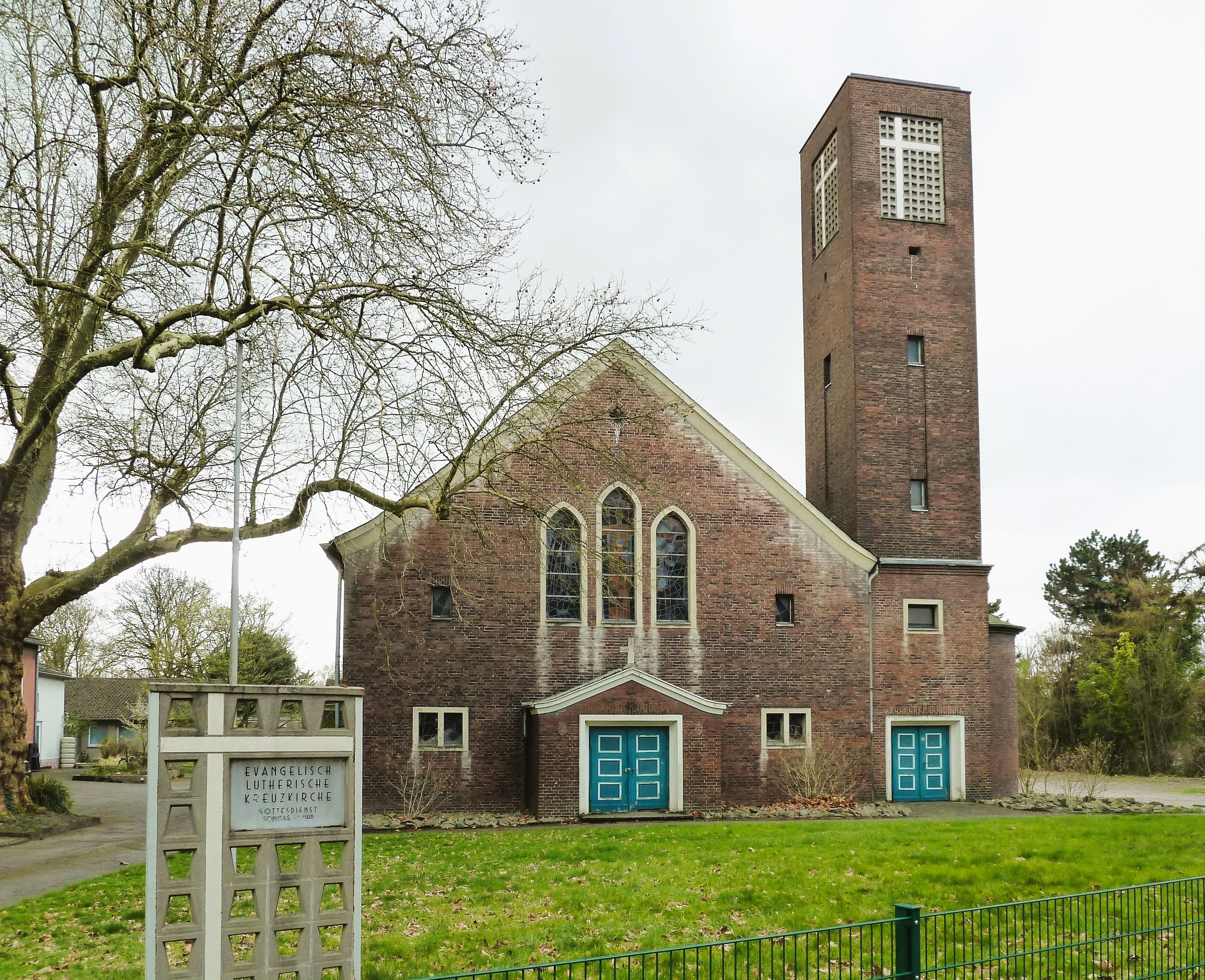
Die Kreuzkirche in Bochum-Hamme

Die Kreuz-Kirche ist ein entwidmetes Kirchengebäude an der Gahlenschen Straße 146–152 in Bochum-Hamme. Es gehörte zuletzt zu einer Gemeinde der Selbständigen Evangelisch-Lutherischen Kirche (SELK).
Hintergrund war der „Hammer Kirchenstreit“ um einen umstrittenen Prediger, bei dem 1924 etwa 8200 Personen aus der evangelischen Landeskirche austraten und eine freie lutherische „Erlösergemeinde“ gründeten. 1926 wurde auf dem Gelände Gahlensche Straße 146 auf dem „Lutherhof“ eine Kirche errichtet mit einem Gemeindesaal (Lukas-Cranach-Saal), die von der Ev.-Luth. Freikirche finanziert wurde. Mit der Kirchweihe 1927 nannte sich die Gemeinde in „Kreuz-Gemeinde“ um. Da der Prediger nicht als Pfarrer angestellt werden konnte (da ihm die erforderliche Qualifikation fehlte), verließ er Ende 1927 mit etwa 6500 Menschen die Kreuz-Gemeinde und gründete die Erlösergemeinde neu, die wenige Jahre später zur Epiphaniasgemeinde wurde – wieder ohne den charismatischen Prediger, da auch die altlutherische Kirche, der sich die Epiphaniasgemeinde anschloss, ihn nicht als Pfarrer übernehmen konnte.
In den 1960er Jahren wurde die Kirche nach den Kriegsschäden instand gesetzt. Vorher fanden die Gottesdienste im weitgehend intakten Lukas-Cranach-Saal statt.
Am 9. März 2025 wurde die Kirche zugunsten der nicht einmal einen Kilometer entfernten Epiphanias-Kirche entwidmet. Bereits im Januar 2025 waren die Gemeinden der Kreuz- und der Epiphanias-Kirche zur neuen lutherischen Einigkeits-Gemeinde fusioniert.